# Stoneham, Maine
Stoneham är en kommun (town) i Oxford County i Maine. Vid 2010 års folkräkning hade Stoneham 236 invånare.